# Heize
Heize (hangul: 헤이즈, ur. 9 sierpnia 1991 w Daegu), właśc. Jang Da-hye (hangul: 장다혜) – południowokoreańska piosenkarka, twórczyni tekstów i raperka. Zadebiutowała w 2014 roku minialbumem Heize. Uczestniczyła w programie muzycznym Unpretty Rapstar 2 w 2015 roku. Podpisała kontrakt z CJ E&M przed rozpoczęciem udziału w tym programie.

## Dyskografia

### Albumy studyjne
- She's Fine (2019)

### Minialbumy
- Heize (2014)
- And July (2016)
- /// (You, Clouds, Rain) (kor. /// (너 먹구름 비) /// (Neo Meokgureum Bi)) (2017)
- Baram (kor. 바람, ang. Wind) (2018)
- Manchu (kor. 만추, ang. Late Autumn) (2019)
- Lyricist (2020)
- Happen (2021)

### Piosenki
- After I've Wandered A Bit (feat. Crucial Star) (2014)
- My Boyfriend Says Thank You (2015)
- Sweet Pume Pume (feat. Monokim) (2015)
- Me, Myself & I (feat. Jessi & Wheesung) (2015)
- Don't Make Money (feat. EXO's Chanyeol) (2015)
- Do Not Come Back (feat. Junhyung) (2016)
- And July (feat. DEAN & DJ Fritz) (2016)
- Shut Up & Groove (feat. DEAN) (2016)
- Star (kor. 저 별) (2016)
- I Don't Know You (2017)
- You, Rain, Clouds (feat. Shin Yong-jae) (2017)
- In the Time Spent With You (kor. 너와 함께한 시간 속에서) (2017)
- First Sight (2018)
- Run to You (kor. 오롯이 Orosi) (2019)
- We Don't Talk Together (feat. Giriboy) (prod. Suga) (2019)
- Mother (kor. 엄마가 필요해) (2022)

### Współpraca
- Don't Stop (z różnymi artystami) (2015)
- Lil' Something (Heize x Vibe x Chen) (2016)

### Występy gościnne
- Chillin' (Crucial Star ft. Fana & Heize) (2013)
- Hug Me (Hyobin ft. Heize) (2014)
- Blind Date (Vanilla Acoustic ft. Heize) (2016)
- Navigation (Davil ft. Heize) (2017)
- Wonder If (Junhyung ft. Heize) (2017)
- It's Okay (Kisum ft. Heize) (2018)
- Only Me (Davii ft. Heize) (2018)
- Blur (Lee Moon-sae ft. Heize) (2018)
- Glue (Far East Movement feat. Heize i Shawn Wasabi) (2019)
- Cold (Gaeko feat. Heize) (2020)
- Sleepless (kor. 밤이 깊었네) (Psy feat. Heize) (2022)